# Vu-hszia
A wuxia (hagyományos kínai: 武俠, pinjin: Wǔxiá, magyaros átírásban: vu-hszia) egy eredetileg irodalmi műfaj a kínai kultúrában, a hős harcművészek kalandjait mutatja be. Eredetileg a hős, illetve hősnő megjelölésére szolgál, a vu (wu) jelentése 'harci', akárcsak a vu-su (vusu) (harcművészet) szóban, a hszia (xia) jelentése pedig 'kóborló lovag'. A vu-hszia (wuxia) kínai „lovagjai”, a ju-hsziák (youxia) nem hasonlítanak az európai lovagképhez, nem kötődnek társadalmi csoporthoz vagy ranghoz, nem kötik őket társadalmi szabályok vagy törvények, számukra a legfontosabb dolog a becsület, a hűség és az egyéni igazság. A műfaj később kiterjedt a filmművészetre, sőt a képregényekre, az operára és a videojátékokra is. A filmművészetben a nyugati kultúra számára olyan filmek ismertették meg a műfajt, mint az Oscar-díjas Tigris és sárkány, a több díjra jelölt Hős, vagy A repülő tőrök klánja.

## Története
A műfaj eredete a Tang-dinasztia-korabeli romantikus prózához és a Szung-dinasztia (Song-dinasztia) korabeli, úgynevezett hua-pen (huaben)-történetekhez vezethető vissza. A műfaj úttörői a Ming- és Csing-dinasztia (Qing-dinasztia) korában kezdtek el ilyen műveket alkotni, ezekben már megtalálhatóak a modernkori vu-hszia (wuxia) főbb elemei.
A modern vu-hszia (wuxia)regények 1919 után jelentek meg, amikor a hszia (xia), a hős számára már nem a konfuciuszi erények és a hagyományos kínai családrendszer jelentették a legfőbb szempontot, hanem a személyes szabadság. Ebben az időszakban a vu-hszia (wuxia)filmeket és regényeket betiltották. A második világháború után a műfaj újraéledt, s olyan neves írók jelentek meg, mint Huan-csu Lou-csu (Huanzhu Louzhu) (Blades from the Willows); Vang Tu-lu (Wang Dulu), aki bevezette a melodrámát a műfajba; vagy éppen Jao Mi-naj (Yao Minai), aki titkos társaságokról írt. A vu-hszia (wuxia)írókat ekkor két iskolára lehetett osztani: északi és déli. Az északi iskola követői Peking környékén összpontosultak és a hagyományosabb vonalat követték. A történeteik realisztikusak voltak, általában történelmi tárgyúak és a hagyományos értékrendeken alapultak. A déli iskola Sanghaj körül csoportosult és nagy hatással volt rájuk a nyugati irodalom, könnyedebb stílusú, amolyan „ponyvaregényeket” írtak.
A műfaj fejlődésének második fázisa az ötvenes években következett be, Csin Jong (Jin Yong) Fox Volant of the Snowy Mountain című művének megjelenésével. Az ő kortársa volt Liang Jü-seng (Liang Yusheng), aki az intellektuális hős koncepcióját vezette be, illetve Ku Lung (Gu Long), aki a főhőseit aszkétaként ábrázolta.

## Vuhszia(Wuxia)a filmvásznon
Az első vu-hszia (wuxia)-filmnek az 1928-as The Burning of Red Lotus Monastery (Huo sao hung lien sze (Huo shao hong lian si)) című alkotást tartják. A modern filmek gyakorta nyúlnak speciális effektusok és drótkötél segítségéhez, hogy látványosabbá tegyék a fantasy-elemeket, például a repülés imitálását. Az 1930-as években a kormány betiltotta a vu-hszia (wuxia)-filmeket, mert úgy vélték, a természetfeletti motívumok és az erőszak ábrázolása rossz hatással van a fiatalokra.
A legismertebb alkotások között vannak Tsui Hark (pinjin: Xu Ke, magyarosan: Hszü Ko) filmjei, valamint Jűn Vó-pheng (Yuen Woo-ping) látványosan koreografált alkotásai.